# Omealca
Omealca là một đô thị thuộc bang Veracruz, México. Năm 2005, dân số của đô thị này là 21620 người.